# فایجه

فایجه

فایجه (به عربی: الفايجة) شهری در الجزایر است که در استان تیارت واقع شده‌است.